# Karol-Ann Canuel
Karol-Ann Canuel (18 aprile 1988) è un'ex ciclista su strada canadese. Attiva tra le Elite dal 2007 al 2021, è stata tre volte campionessa del mondo nella specialità della cronometro a squadre.

## Palmarès
- 2013 (Vienne Futuroscope, una vittoria)

5ª tappa Tour de l'Ardèche (Saint-Sauveur-de-Montagut > Villeneuve-de-Berg)
- 2015 (Velocio-SRAM, tre vittorie)

4ª tappa Gracia-Orlová (Dětmarovice > Visalaje)
Campionati canadesi, prova a cronometro
7ª tappa Thüringen Rundfahrt (Greiz > Greiz)
- 2017 (Boels-Dolmans Cycling Team, una vittoria)

Campionati canadesi, prova a cronometro
- 2019 (Boels-Dolmans Cycling Team, una vittoria)

Campionati canadesi, prova in linea

### Altri successi
- 2014 (Specialized-Lululemon)

Open de Suède Vargarda TTT (cronosquadre)
Campionati del mondo, cronometro a squadre
- 2015 (Velocio-SRAM)

Campionati del mondo, cronometro a squadre
- 2016 (Boels-Dolmans Cycling Team)

Vårgårda UCI Women's WorldTour TTT (cronosquadre)
2ª tappa Holland Tour (Gennep > Gennep, cronosquadre)
Campionati del mondo, cronometro a squadre
- 2017 (Boels-Dolmans Cycling Team)

1ª tappa Giro d'Italia (Aquileia > Grado, cronosquadre)
Vårgårda UCI Women's WorldTour TTT (cronosquadre)
- 2018 (Boels-Dolmans Cycling Team)

Vårgårda UCI Women's WorldTour TTT (cronosquadre)

## Piazzamenti

### Grandi Giri
- Giro d'Italia

2015: 11ª
2016: 15ª
2017: 8ª
2018: 32ª
2019: 41ª
2020: 39ª
- Tour de l'Aude

2010: 39ª

### Competizioni mondiali
- Campionati del mondo

Salisburgo 2005 - Cronometro Juniores: 37ª
Salisburgo 2005 - In linea Juniores: 21ª
Spa-Francorchamps 2006 - In linea Juniores: 5ª
Melbourne 2010 - In linea Elite: ritirata
Limburgo 2012 - In linea Elite: 30ª
Toscana 2013 - In linea Elite: 33ª
Ponferrada 2014 - Cronosquadre: vincitrice
Ponferrada 2014 - Cronometro Elite: 6ª
Ponferrada 2014 - In linea Elite: ritirata
Richmond 2015 - Cronosquadre: vincitrice
Richmond 2015 - Cronometro Elite: 15ª
Richmond 2015 - In linea Elite: 13ª
Doha 2016 - Cronosquadre: vincitrice
Doha 2016 - Cronometro Elite: 19ª
Doha 2016 - In linea Elite: 71ª
Bergen 2017 - Cronosquadre: 2ª
Bergen 2017 - Cronometro Elite: 21ª
Bergen 2017 - In linea Elite: 33ª
Innsbruck 2018 - Cronosquadre: 2ª
Innsbruck 2018 - Cronometro Elite: 8ª
Innsbruck 2018 - In linea Elite: 6ª
Yorkshire 2019 - Cronometro Elite: 12ª
Yorkshire 2019 - In linea Elite: 46ª
Imola 2020 - Cronometro Elite: 22ª
Imola 2020 - In linea Elite: 66ª
Fiandre 2021 - Cronometro Elite: 13ª
Fiandre 2021 - In linea Elite: 31ª
- World Tour

2016: 54ª
2017: 44ª
2018: 65ª
2019: 59ª
2020: 64ª
- Giochi olimpici

Rio de Janeiro 2016 - In linea: 25ª
Rio de Janeiro 2016 - Cronometro: 13ª
Tokyo 2020 - In linea: 16ª
Tokyo 2020 - Cronometro: 14ª
- Campionati del mondo gravel

Veneto 2023 - Elite: 82ª